# Чебани (Балезінський район)
Чеба́ни (Чабани, рос. Чебаны) — присілок в Балезінському районі Удмуртії, Росія.

## Населення
Населення — 19 осіб (2010; 27 в 2002).
Національний склад станом на 2002 рік:
- росіяни — 96 %